# Eunicella
Eunicella Verrill, 1869 è un genere di ottocoralli della famiglia Gorgoniidae.

## Tassonomia
Comprende le seguenti specie:
- Eunicella alba (Esper, 1766)
- Eunicella albatrossi Stiasny
- Eunicella albicans (Kölliker, 1865)
- Eunicella cavolinii (Koch, 1887)
- Eunicella crinita Stiasny, 1938
- Eunicella filifica Grasshoff, 1992
- Eunicella filiformis Studer, 1901
- Eunicella filum Grasshoff, 1992
- Eunicella furcata (Koch)
- Eunicella gazella Studer, 1901
- Eunicella gracilis Grasshoff, 1992
- Eunicella granulata Grasshoff, 1992
- Eunicella hendersoni Kükenthal, 1908
- Eunicella kochi Studer, 1901
- Eunicella labiata Thomson, 1927
- Eunicella lata Kükenthal, 1917
- Eunicella microthela (Lamouroux, 1816)
- Eunicella modesta Verrill, 1883
- Eunicella palma (Esper)
- Eunicella papillifera (Milne Edwards & Haime, 1857)
- Eunicella papillosa (Esper, 1797)
- Eunicella pendula Kükenthal, 1908
- Eunicella pergamentacea Ridley, 1882
- Eunicella pillsbury Grasshoff, 1992
- Eunicella racemosa (Milne Edwards & Haime, 1857)
- Eunicella rigida Kükenthal, 1908
- Eunicella singularis (Esper, 1791) (sin.: Eunicella stricta)
- Eunicella tricoronata Velimirov, 1971
- Eunicella verrucosa (Pallas, 1766)